# カイヤッサイ
カイヤッサイ（ タイ語: ไข่ยัดไส้    、 RTGS: khai yat sai  、 発音 [kʰàj ját sâj]  ）はタイで食されているオムレツの一種である。 名前は「詰め物をした卵」を意味する。 主材料の卵に軽く火を通し、牛または豚の挽肉、エンドウ、タマネギ、ネギ、ニンジン、トマトなどといった様々な材料を載せ、魚醤やオイスターソースで味付けしてから折りたたんで作る。